# The Woman in Room 13 (1932)
The Woman in Room 13 is een Amerikaanse dramafilm uit 1932 onder regie van Henry King.

## Verhaal
De componiste Laura Ramsey geldt als hoofdverdachte, wanneer haar overspelige minnaar Victor Legrand dood wordt teruggevonden in zijn appartement. Rechercheur John Bruce, die toevallig ook de ex-man is van Laura, heeft de kamer van Legrand afgeluisterd met behulp van een dictafoon. Hij besluit valse bewijzen tegen zijn ex-vrouw te construeren. Haar huidige echtgenoot Paul Ramsey neemt de schuld op zich en komt in de gevangenis terecht. Laura besluit wraak te nemen op rechercheur Bruce door ook zijn privégesprekken op te nemen.

## Rolverdeling
| Acteur           | Personage      |
| ---------------- | -------------- |
| Elissa Landi     | Laura Ramsey   |
| Ralph Bellamy    | John Bruce     |
| Neil Hamilton    | Paul Ramsey    |
| Myrna Loy        | Sari Loder     |
| Gilbert Roland   | Victor Legrand |
| Walter Walker    | Howard Ramsey  |
| Luis Alberni     | Peppi Tonelli  |
| Charley Grapewin | Andy           |
| Oscar Apfel      |                |
| Frank Atkinson   |                |